# Hornosázavská pahorkatina
Hornosázavská pahorkatina je geomorfologický celek ve východních Čechách, který je součástí Českomoravské vrchoviny. Má rozlohu 1869 km², střední výšku 463 m a jejím nejvyšším bodem je Roudnice 661 m, který se nachází v Havlíčkobrodské pahorkatině nedaleko obce Havlíčkova Borová.
Tato členitá pahorkatina na krystaliniku se zbytky křídových a neogenních usazenin. Tyto křídové usazeniny vystupují zejména v prolomu Jihlavsko-sázavské brázdy jsou zbytky neogenních usazenin. Plochý reliéf pahorkatiny se sklání k severu a na sutích jsou kryogenní jevy.
Pahorkatinu zaujímají především pole a louky.

## Geomorfologické členění (podcelky a okrsky)
- Kutnohorská plošina
  - Malešovská pahorkatina
  - Golčojeníkovská pahorkatina
  - Doubravská brázda

- Světelská pahorkatina
  - Čestínská pahorkatina
  - Třebětínská pahorkatina

- Havlíčkobrodská pahorkatina
  - Chotěbořská pahorkatina
  - Přibyslavská pahorkatina
  - Dářská brázda
  - Sobíňovský hřbet

- Jihlavsko-sázavská brázda
  - Pohledská pahorkatina
  - Dobronínská pánev
  - Beranovský práh
  - Jeclovská sníženina
  - Jihlavská kotlina
  - Štocký stupeň